# Altkatholische Kirche der Slowakei
Die Altkatholische Kirche in der Slowakei (Starokatolícka cirkev na Slovensku), deren Gemeinden vor der Teilung der Tschechoslowakei zur altkatholischen Kirchengemeinde Brünn (Brno) gehörten, entstand nach der staatlichen Verselbstständigung der Slowakei und wurde im Jahr 2000 als eigenständige Kirche in die Utrechter Union der Altkatholischen Kirchen aufgenommen.
Nachdem auf einer Synode Augustín Bačinský zum Bischof gewählt worden war, beschloss die Internationale Bischofskonferenz (IBK) der Utrechter Union die weitere Entwicklung der Kirche abzuwarten und die Weihe bis zu einer geplanten Überprüfung im Jahr 2006 aufzuschieben. Als Bačinský am 8. Februar 2004 von dem Vagantenbischof António José da Costa Raposo die Bischofsweihe empfing, löste die IBK die Beziehungen zu der Kirche und distanzierte sich von ihrem Bischof, der sich nach der Weihe von zwei weiteren Bischöfen den Titel „Erzbischof“ zugelegt hat. Das Zentrum der Kirche liegt am Wohnort Bačinskýs in Nitra.
Im April 2007 wurde die volle Kirchengemeinschaft mit der Orthodox Anglican Communion vereinbart.
Inzwischen haben sich die Gemeinden in Bratislava und Tvarna von Bačinsky losgelöst und haben in Eintracht mit der Utrechter Union einen geweihten Bischof Pavel Stransky.